# Historische Stätten von Baekje
Historische Stätten von Baekje ist eine von der UNESCO gelistete Stätte des Weltkulturerbes in dem ostasiatischen Staat Südkorea.  Die Welterbestätte umfasst acht Areale im Südwesten der koreanischen Halbinsel. Kulturgeschichtlich sind diese Stätten der Zeit 475 bis 660 n. Chr. zuzuordnen und stammen somit aus der Spätzeit des Königreichs Baekje (백제).

## Hintergrund
Das Königreich Baekje war eines der Drei Reiche von Korea. Der Legende nach wurde es im Jahr 18 v. Chr. im Gebiet des heutigen Seoul gegründet. Ein zentralisiert organisiertes Königreich war es jedoch wohl erst seit dem späten 3. Jahrhundert n. Chr. Auf dem Höhepunkt seiner Macht beherrschte es im 4. und 5. Jahrhundert einen Großteil des Westens der koreanischen Halbinsel und reichte nach Norden bis in die Region um Pjöngjang hinauf. Als Baekjes nördlicher Nachbarstaat Goguryeo nach Süden vorstieß und die ehemalige Hauptstadt Hanseong eroberte, wurde Ungjin, das heutige Gongju, neue Hauptstadt des Königreichs. Aufgrund der ungünstigen Lage dieser Stadt wurde sie 538 durch Sabi, das heutige Buyeo-eup, abgelöst. Im 7. Jahrhundert kam Iri, das heutige Iksan als zweite Hauptstadt des Königreiches hinzu. 660 n. Chr. wurde Baekje von seinem östlichen Nachbarstaat Silla erobert.

## Einschreibung
Historische Stätten von Baekje wurde 2015 aufgrund eines Beschlusses der 39. Sitzung des Welterbekomitees als Kulturerbestätte in die Liste des UNESCO-Welterbes eingetragen.
In der Begründung für die Eintragung heißt es unter anderem:
Die Überreste von drei Hauptstädten repräsentieren gemeinsam die spätere Periode des Königreichs Baekje, als es seinen Höhepunkt an kultureller Entwicklung erreichte, die mit einer häufigen Kommunikation mit den Nachbarregionen einherging. … Gemeinsam bezeugen diese Anlagen die Übernahme chinesischer Prinzipien der Stadtplanung, Bautechnik, Kunst und Religion durch Baekje; ihre Verfeinerung durch Baekje und ihre anschließende Ausbreitung nach Japan und Ostasien.
Die Eintragung erfolgte aufgrund der Kriterien (ii) und (iii).
(ii): Die archäologischen Stätten und die Architektur der historischen Stätten von Baekje zeigen den Austausch zwischen den alten ostasiatischen Königreichen in Korea, China und Japan bei der Entwicklung von Bautechniken und der Ausbreitung des Buddhismus.
(iii): Die Anlage der Hauptstädte, buddhistischen Tempel und Gräber, Architekturmerkmale und Steinpagoden der historischen Stätten von Baekje tragen dazu bei, ein außergewöhnliches Zeugnis der einzigartigen Kultur, Religion und Kunst des Reiches Baekje zu bilden.

## Umfang
Die Welterbestätte ist aus acht voneinander getrennten Arealen zusammengesetzt. Diese umfassen insgesamt einen Schutzbereich von 135,1 ha. Die einzelnen Schutzbereiche sind jeweils von Pufferzonen umgeben, die insgesamt eine Fläche von 303,64 ha haben.
Die acht Areale liegen in der gebirgigen Mitte-West Region von Südkorea. Zwei der historischen Stätten, die Festung Gongsanseong und die Königsgräber von Songsan-ri liegen in der Stadt Gongju in der Provinz Chungcheongnam-do. Weitere vier, nämlich die Archäologische Stätte von Gwanbuk-ri mit der Festung Busosanseong, die Tempelanlage von Jeongnimsa, die Königsgräber von Neungsan-ri und der Stadtwall von Naseong, befinden sich in der Kleinstadt Buyeo-eup im Landkreis Buyeo-gun, der ebenfalls in der Provinz Chungcheongnam-do liegt. Die Archäologische Stätte von Wanggung-ri und die Tempelanlage Mireuksa befinden sich in der Stadt Iksan, die heute zur Provinz Jeollabuk-do gehört.
| Ref.-Nr. | Bezeichnung                                                   | erbaut   | Lage                                                   | Schutzbereich | Pufferzone | Historischer Ort                               | Bild           |
| -------- | ------------------------------------------------------------- | -------- | ------------------------------------------------------ | ------------- | ---------- | ---------------------------------------------- | -------------- |
| 1477-001 | Festung Gongsanseong                                          | nach 475 | Gongju Chungcheongnam-do (Geokoordinaten)              | 20,31 ha      | 21,02 ha   | Nr. 12 (Januar 1963)                           | weitere Bilder |
| 1477-002 | Königsgräber von Songsan-ri                                   | nach 475 | Gongju Chungcheongnam-do (Geokoordinaten)              | 1,63 ha       | 20,46 ha   | Nr. 13 (Januar 1963)                           | weitere Bilder |
| 1477-003 | Archäologische Stätte von Gwanbuk-ri und Festung Busosanseong | nach 538 | Buyeo-eup/Buyeo-gun Chungcheongnam-do (Geokoordinaten) | 60,60 ha      | 69,66 ha   | Nr. 428 (Februar 2001) und Nr. 5 (Januar 1963) | weitere Bilder |
| 1477-004 | Tempelanlage Jeongnimsa                                       | nach 538 | Buyeo-eup/Buyeo-gun Chungcheongnam-do (Geokoordinaten) | 1,52 ha       | 6,57 ha    | Nr. 301 (März 1983)                            | weitere Bilder |
| 1477-005 | Königsgräber von Neungsan-ri                                  | nach 538 | Buyeo-eup/Buyeo-gun Chungcheongnam-do (Geokoordinaten) | 2,10 ha       | 26,50 ha   | Nr. 14 (Januar 1963)                           | weitere Bilder |
| 1477-006 | Stadtwall von Naseong                                         | vor 538  | Buyeo-eup/Buyeo-gun Chungcheongnam-do (Geokoordinaten) | 24,52 ha      | 93,17 ha   | Nr. 58 (Januar 1963)                           |                |
| 1477-007 | Archäologische Stätte von Wanggung-ri                         | nach 600 | Iksan Jeollabuk-do (Geokoordinaten)                    | 12,35 ha      | 12,50 ha   | Nr. 408 (September 1998)                       | weitere Bilder |
| 1477-008 | Tempelanlage Mireuksa                                         | nach 600 | Iksan Jeollabuk-do (Geokoordinaten)                    | 12,07 ha      | 53,76 ha   | Nr. 150 (Juni 1966)                            | weitere Bilder |

## Die einzelnen Kulturstätten

### Festung Gongsanseong
Die Festung Gongsanseong wurde am Fluss Geumgang um zwei 110 m hohe kleine Berge liegend 475 n. Chr. in der Ungjin-Periode errichtet und als Königspalast und als Bergfestung genutzt. Die Festung wurde ursprünglich Ungjinseong genannt und diente 64 Jahre lang übergangsweise als Regierungssitz nach dem verlorenen Krieg gegen Goguryeo im Jahr 475 n. Chr., bei dem Baekjes Hauptstadt Hanseong in die Hände des Gegners fiel und Ungjin, heute Gongju, zur neuen Hauptstadt wurde.
Die Festung ist seit Januar 1963 als kulturell bedeutsame Anlage und historischer Ort Nummer 12 gelistet.

### Königsgräber von Songsan-ri
Die Königsgräber von Songsan-ri, die sieben Grabstätten umfassen, liegen weniger als 1 km  westlich der Festung Gongsanseong auf einem 75 m hohen bewaldeten Hügel. Erste Ausgrabungen begannen 1927, wobei das Grab des Königs Muryeong, des 25. Herrschers des Königreiches Baekje, aber erst 1971 per Zufall entdeckt wurde.
Die Grabanlagen wurden im Januar 1963 als 13. kulturell bedeutsamer Ort von der südkoreanischen Regierung unter Denkmalschutz gestellt.

### Archäologische Stätte von Gwanbuk-ri und die Festung Busosanseong
Die archäologische Stätte von Gwanbuk-ri und die Festung Busosanseong liegen nördlich der Innenstadt von Buyeo am Fluss Geumgang. Dort befand sich der Königspalast der Sabi-Periode. Von 1982 bis 2012 fanden 14 Ausgrabungen an den Stellen, wo der Palast stand statt. Dabei wurden die Grundmauern von großen Gebäuden, ein ehemaliger Teich und Straßen, sowie unterirdische Speicher aus Stein und Holz entdeckt. Auf dem Areal der ehemaligen Festung wurden zwischen 1980 und 2002 15 Grabungen aufgeführt. Sie förderten Festungsmauern, den Platz eines Eingangstors, Gebäudegrundrisse und verschiedene Mauerwerke zu Tage.
Die Festung wurde im Januar 1963 als Historischer Platz mit der laufenden Nummer 5 registriert, 2001 folgte mit der Nummer 428 die Archäologische Stätte.

### Tempelanlage Jeongnimsa
Ebenfalls in Buyeo befindet sich die Tempelanlage Jeongnimsa. Die Anlage beinhaltete die Gebetshalle, die Halle für Vorlesungen, den Schlafsaal für die Mönche und die westlichen und östlichen Seitengebäude, sowie Eingang und eine Steinpagode vor der Gebetshalle. Unter den buddhistischen Tempeln von Baekje gehört der Jeongnimsa Temple zu den bedeutenden seiner Art und ist als Tempel von nationaler Bedeutung für das damalige Königreich einzustufen. Erste intensive Forschungen zu der Anlage begannen 1935.
Die gesamte Anlage des ehemaligen Tempels wurde am 26. März 1983 als Historischer Ort unter der Nummer 301 registriert.

### Königsgräber von Neungsan-ri
Die Königsgräber von Neungsan-ri liegen östlich des Stadtwalls von Naseong und des Stadtzentrums von Buyeo, an der südlichen Flanke eines 121 m hohen Hügels. Die sieben an der Oberfläche sichtbaren Grabhügel sind in Form eines Dreiecks angelegt. 1915 wurden erste archäologische Grabungen vorgenommen, doch die Gräber waren schon durch Grabräuber geleert. In den 1990er Jahren wurde westlich der Gräber noch ein goldfarbener Weihrauchbrenner aus Bronze, der auf das Jahr 567 n. Chr. datiert werden konnte, gefunden. Interessant an diesen Gräbern sind die Deckenkonstruktionen und die Wandmalereien in einem der Gräber.
Die Grabanlagen wurden im Januar 1963 als 14. kulturell bedeutsamer Ort von der südkoreanischen Regierung unter Denkmalschutz gestellt.

### Stadtwall von Naseong
Der Stadtwall von Naseong liegt östlich des Stadtzentrums von Buyeo und erstreckt sich in Nord-Süd-Richtung über eine Länge von 6,3 km. Der Wall wurde zu Verteidigungszwecken der damaligen Hauptstadt des Königreichs Baekje errichtet, hatte aber auch den Zweck, den inneren Teil der Hauptstadt vom äußeren Teil abzugrenzen. Man geht davon aus, dass der Stadtwall vor 538 n. Chr. errichtet wurde, dem Jahr als Sabi, heute Buyeo, die Hauptstadt des Königreichs Baekje wurde.
Der Stadtwall wurde im Januar 1963 mit der Registrierungsnummer 58 als kulturell bedeutsamer Ort von nationaler Bedeutung in Südkorea unter Denkmalschutz gestellt.

### Archäologische Stätte von Wanggung-ri
Die archäologische Stätte von Wanggung-ri, die in der Stadt Iksan liegt, soll zusammen mit der Tempelanlage Mireuksa den Nachweis erbringen, dass in der späten Baekje Periode unter König Mu Baekje noch eine zweite Hauptstadt hatte. Archäologische Grabungen fanden erstmals 1976 statt und dauerten über drei Jahrzehnte. 36 Gebäudeeinheiten und eine Gartenanlage konnten frei gelegt werden. Die Anlage war ursprünglich als Königspalast geplant und angelegt, wurde aber ab dem 7. Jahrhundert als buddhistische Tempelanlage genutzt.
Die Archäologische Stätte wurde im September 1998 mit der Registrierungsnummer 408 als kulturell bedeutsamer Ort von nationaler Bedeutung in Südkorea unter Denkmalschutz gestellt.

### Tempelanlage Mireuksa
Die Tempelanlage Mireuksa liegt 430 m hoch in den Mireuksan Bergen und gilt derzeit als die größte Tempelanlage ist Ostasien. Archäologische Grabungen begannen 1974 und dauerten 23 Jahre. Die Anlage wurde im frühen 7. Jahrhundert unter König Mu errichtet und zwischen 1592 und 1598 während der Japanischen Invasion zerstört.
Das gesamte Gelände der ehemaligen Tempelanlage wurde im Juni 1966 als historischer Ort Nummer 150 registriert.